# Саботажа (филм)
Саботажа (енгл. Sabotage), у Сједињеним Америчким Државама објављен под називом Жена сама, британски је шпијунски трилер филм из 1936. године, режисера Алфреда Хичкока са Силвијом Сидни, Оскаром Хомолком и Џоном Лодером у главним улогама. Лабаво је заснован на роману Џозефа Конрада Тајни агент, који прати жену која открива да је њен муж, иначе продавац у Лондону, терористички агент.
Саботажу не треба мешати са Хичкоковим филмом Тајни агент, који је такође објављен 1936. године, али који је уместо тога лабаво заснован на две приче из збирке Ашенден: или британски агент В. Самерсета Мома из 1927. године. Такође га не треба мешати са Хичкоковим филмом Саботер (1942), који укључује култни пад са бакље Кипа слободе који је наговестио сцену Маунт Рашмора у филму Север-северозапад (1959).
Године 2017, анкета од 150 глумаца, редитеља, сценариста, продуцената и критичара за часопис Time Out сврстала је филм на 44. место листе најбољих британских филмова икада. The Daily Telegraph је 2021. године поставио овај филм на 3. место своје листе 100 најбољих британских филмова свих времена.

## Радња
У Лондону, један човек ставља песак у лежајеве електричног генератора, што доводи до нестанка струје. У биоскопу у власништву Карла Верлока, људи траже свој новац назад. Верлок улази кроз задњи улаз у стамбену просторију изнад. Он пере песак са руку, али када његова супруга дође по њега, прави се да је спавао. Он јој даје упутства да врати новац, рекавши да ионако „очекује нешто новца”. Како се она спрема да новац исплати купцима доле, светла се поново пале.
Следећег дана, Верлок се састаје са својим контактом. Они су део банде терориста из неименоване европске земље који планирају серију напада у Лондону, иако њихов мотив остаје непознат. Верлоков контакт је разочаран што су новине исмејале кратак нестанак струје, и налаже Верлоку да постави пакет „ватромета” на станицу метроа Пикадили серкус у суботу, током градоначелниковог дефилеа. Верлоку не прија чињеница да ће убити људе, па му његов контакт налаже да натера неког другог да то уради. Верлоку је дата адреса продавнице птица, чији власник такође прави бомбе.
Скотланд Јард сумња да је Верлок умешан у заверу и поставља детектива наредника Теда Спенсера на тајно место као помоћника пиљара поред биоскопа. Он се спријатељи са госпођом Верлок и њеним млађим братом, Стивијем, који живи са њима, и части их оброком код Симпсона. У овом тренутку, Спенсер и Скотланд Јард нису сигурни да ли је госпођа Верлок саучесница у терористичким заверама или их није свесна; али до краја оброка, он је убеђен да је невина и заљубљује се у њу.
Верлок одлази у продавницу птица. Произвођач бомби каже да ће припремити темпирану бомбу и подесити је да експлодира у суботу у 13:45. Касније те ноћи, чланови терористичке групе састају се у Верлоковој дневној соби изнад биоскопа. Детектив Спенсер покушава да прислушкује разговор, али је виђен и препознат. Састанак се нагло завршава и чланови се разилазе, забринути да их све прате. Верлок каже својој супрузи да га полиција истражује, али и даље тврди да је невин.
Следећег дана, Верлок добија пакет који садржи два канаринца у кавезу – поклон за Стивија – и бомбу. Спенсер се појављује са Стивијем и говори госпођи Верлок сумње Скотланд Јарда. Верлок их види како разговарају и постаје нервозан. Пре него што га Спенсер испита, Верлок тражи од Стивија да испоручи канистер са филмом у други биоскоп, а пошто већ иде туда, да одложи још један пакет у гардеробу на станици Пикадили серкус до 13:30. Он му говори да пакет садржи делове пројектора који треба да буду поправљен и да ће га мајстор тамо покупити.
Несвесно носећи темпирану бомбу, Стиви бива заустављен неколико пута због разних догађаја, укључујући градоначелников дефиле. Сада каснећи, Стиви успева да ухвати аутобус за Пикадили серкус, иако запаљиви нитратни филм није дозвољен у јавним возилима. Бомба експлодира у аутобусу, убијајући Стивија и остале путнике.
Верлок признаје све својој жени, али криви Скотланд Јард и Спенсера за Стивијеву смрт, јер су они ти који су спречили Верлока да сам испоручи бомбу. Убрзо након тога, док су се спремали за вечеру, она се разбесни и ножем убија свог мужа. Када Спенсер стигне да ухапси Верлока, схвата шта се догодило, али инсистира да она не призна никоме да је убила свог супруга. Чак и да је то била самоодбрана, на суду јој можда не би веровали. Спенсер планира да напусти свој посао, као и и земљу, са њом.
Произвођач бомби одлази у Верлоков стан да узме кавез за птице који га може инкриминисати, али полиција, која га већ сумњичи, прати га. Када стигну, госпођа Верлок покушава да призна, али неколико тренутака након што је рекла да јој је муж мртав, произвођач бомби активира бомбу коју је носио, убијајући себе и уништавајући Верлоково тело.
Након тога, полицијски надзорник није сигуран да ли је госпођа Верлок рекла да је њен муж мртав пре или после експлозије, док она и Тед беже из града.

## Улоге
| Глумац           | Улога                |
| ---------------- | -------------------- |
| Силвија Сидни    | госпођа Верлок       |
| Оскар Хомолка    | Карл Антон Верлок    |
| Дезмонд Тестер   | Стиви                |
| Џон Лодер        | наредник Тед Спенсер |
| Џојс Барбур      | Рене                 |
| Метју Болтон     | надзорник Талбот     |
| С. Џ. Вормингтон | Холингсхед           |
| Вилијам Дјухерст | професор             |

## Продукција
Хичкок је желео да Роберт Донат – са којим је раније радио у филму 39 степеника (1935) – глуми Спенсера, али је био приморан да изабере другог глумца (Џона Лодера) због Донатове хроничне астме. Према Хичкоку, у својим интервјуима са француским редитељем Франсоа Трифоом, Александар Корда, са којим је Донат имао уговор, одбио је да га пусти. Хичкок, који није био задовољан Лодеровим кастингом, касније је прокоментарисао: „Глумац којег смо добили није био прикладан, и био сам приморан да преправим дијалоге током снимања”.
Хичкок је такође изабрао младог Бобија Ријетија – касније познатог као Роберт Ријети – да игра улогу Стивија, али он није могао да прихвати улогу из правних разлога.

### Адаптација
Чарлс Бенет је либерално адаптирао роман Џозефа Конрада, мењајући високе политичке агенте провокаторе из времена Руске Империје у стране агенте без икаквих очигледних политичких склоности. Верлокова радња је претворена у биоскоп, а приказани филмови одражавају причу, док је полицајац који истражује случај прикривени полицајац који се представља као продавац у пиљарници. Пошто је филм снимљен у годинама непосредно пре Другог светског рата, многи гледаоци су претпоставили да је неименована непријатељска сила која стоји иза бомбардовања нацистичка Немачка. Међутим, филм то не прецизира, и заиста, Верлоково име је промењено, вероватно због тога што је његово име у роману, Адолф, имало превише конотација у време када је филм снимљен.
Стиви, брат госпође Верлок, приказан је као обичан школарац, са неколико визионарских атрибута његовог књижевног колеге. Стивијева смрт је врхунац заплета, пружајући увид у Хичкокове ставове о томе како невини пате кроз насумичне акте насиља. Када је један критичар осудио Стивијеву смрт као бруталну и непотребну, Хичкок је изјавио да му је жао што ју је укључио у филм, међутим, не због бруталности, већ зато што је прекршила његов метод неизвесности, при чему је напетост на крају морала да се ослободи. Ипак, Хичкок је остао веран роману где је бомба експлодирала, а то је такође омогућило да се у филму оправда чињеница да ће дечакова сестра на крају убити свог мужа, који је одговоран за дечакову смрт, и извући се са тим.

### Алузије
Чињеница да су многе сцене филма постављене у биоскоп омогућила је Хичкоку да укључи референце на тадашње филмове и приче. Можда је најпознатија од њих последња филмска секвенца, одломак из филма Волта Дизнија Ко је убио црвендаћа? (1935).

## Пријем
Франк С. Њуџент из новина The New York Times похвалио је филм као „мајсторску вежбу у неизвесности”. Variety је написао: „Компетентна и искусна рука режисера је очигледна у целој овој продукцији, која је паметна и изведена на пословни начин од почетка до краја.” Међутим, у рецензији се напомиње да мотивација терориста „није разјашњена. Као резултат тога, публика са интересовањем гледа комад и његове суспензивне тренутке, а када се заврши, још увек је нејасан мотив”. Harrison's Reports назвао је филм „узбудљивом мелодрамом”, додајући да Хичкок „поново показује своју вештину у стварању ситуације до напетог врхунца”. The Monthly Film Bulletin написао је: „Индивидуална Хичкокова генијалност је веома јасно приказана у препознатљивом и оригиналном правцу”, и назвао глуму Оскара Хомолке „изванредном”. Џон Мошер из The New Yorker-а назвао га је „већим делом прилично узбудљивом. То је живахан, мањи филм Алфреда Хичкока”. Пишући за The Spectator, Грејем Грин похвалио је филм, изјављујући да се „у Саботажи по први пут [Хичкок] заиста 'појавио'”. Грин је такође похвалио мелодраму присутну у сценарију, дијалогу и глумачкој екипи уопште. Једина Гринова замерка била је у вези са глумом „неубедљивог” детектива (Лодера) и „непобедиво неукусног” школарца (Тестера).
Филм има рејтинг одобравања од 92% на сајту Rotten Tomatoes, са просечном оценом од 7,4/10.

## Наслеђе
Квентин Тарантино је у свом филму Проклетници искористио сцену у којој Стиви у почетку не сме да уђе у аутобус због филма са нитратом који носи. Ово је искоришћено како би се објаснила употреба нитратног филма за терористичку заверу.